# Dicoryphe macrophylla
Dicoryphe macrophylla är en trollhasselart som beskrevs av Henri Ernest Baillon. Dicoryphe macrophylla ingår i släktet Dicoryphe och familjen trollhasselfamiljen. Inga underarter finns listade i Catalogue of Life.